# Аквакултура
Аквакултурата представлява дейност, която има за цел размножаването и отглеждането на различни водни организми.
Неин обект са широк спектър от растения и животни, които се различват не само по своята биология, но и по местообитанието си и средата, в която се отглеждат: океани, морета, реки, езера, блата, изкуствени водоеми и различен тип съоръжения. Независимо от това разнообразие, при всички съществува един обединяващ елемент и това е водата, като жизненоважна среда за живота им.
В световен мащаб обект на отглеждане са над 150 вида водни организми, като сред тях има представители както на животинския, така и на растителния свят. Най-много са рибите: морски и сладководни, мидите, ракообразните и различните водни растения. Обект на аквакултурата се считат и някои земноводни като жаби, костенурки, крокодили и др., при които определени етапи от развитието им задължително се извършват във водна среда. Хидробионтите освен за храна се използват от хората и като суровина за производство на различни промишлени продукти.

## Възникване и развитие
Корените на аквакултурата са древен Китай, където още преди 3000 години са отглеждани аквариумни рибки, но като стопански отрасъл рибовъдството датира приблизително отпреди 2400 години. Смята се че от Китай тази дейност преминава в страните, разположени около Средиземноморието. От Римската империя отглеждането на риба се пренася в Централна и Западна Европа.
В сравнение с други страни България е с относително малък опит в областта на аквакултурата. Първите стъпки в тази посока са поставени преди малко повече от 100 години, когато на първото Пловдивско изложение е бил показан и рибарник за отглеждане на риба, които предизвикал оправдан интерес. Няколко години по късно(1896 – 1897 г.) в Садово, Пловдивско и Образцов чифлик, Русенско са построени и рибарници за шаран. През 1922 г. край Рилския манастир е създадена първата пъстървова рибовъдна станция. През 70-те са проведени успешни опити за култивиране на черноморски миди и отглеждането им започва да се превръща в перспективно направление на марикултурата. Изследвана е възможността за отглеждане на пъстърва и кижуч в мрежени клетки разположени в морето, както и на кефалови риби. Има данни и за провеждането на експерименти за култивиране на черноморска скарида (Palaemon adpersus).
Изключително важно значение за развитието на рибовъдството в България има аклиматизацията на растителноядните риби от т. нар. „далекоизточен комплекс“ – бял и пъстър толстолоб и бял амур. Количеството на произвежданата в страната рибна продукция достига максималните си измерения от около 16 000т през 1982 – 1983 г. Важно е да се отбележи че за развитието на аквакултурата в страната от самото и възникване в България имат Института по сладководно рибовъдство Пловдив, Института по рибни ресурси Варна, Института по рибна промишленост Бургас, БАН, Софийския и Тракийския университет и Лесотехническия институт.

## Съвременно състояние
Аквакултурата е един от най-бързо развиващите се отрасли от селското стопанство в света. Според ФАО световния добив на водни организми(от улов и аквакултура) бележи непрекъснат напредък и през 2002 г. достига 133 млн. тона. За период от 30 години е отчетено двукратно увеличаване на общото количество хидробионти, които се предлагат на пазара, като значителна част от него се дължи на бурното развитие на аквакултурата. Според прогнозата на ФАО през 2020 година половината от общата продукция на хидробионти, добита от улов и култивиране, ще са от аквакултурата.
В България общият добив на хидробионти се формира от два основни сектора: аквакултура (сладководна и морска) и улов (сладководен и морски). От своя страна сладководната акавакутура се раздела на две групи – топловодна и студеноводна. От топлолюбивите риби обект на отглеждане са: шаран, „растителноядните риби“, черен амур, буфалови риби, лин, а напоследък увеличава обема си производството на европейски, американски сом и щука. Непрекъснато нараства относителния дял на есетровите риби, като производителите разчитат много на реализацията на черен хайвер. По данни на ИАРА продукцията от топловодни стопанства през 2004 г. е 1609 тона, което е 48,6 % от общата аквакултура в страната.
От студенолюбивите видове риба в България основен обект на отглеждане е дъговата пъстърва. Освен нея, ограничени количества се отглеждат от балканска пъстърва и сивен, като производството на пъстървови, представлява 47 % от общата продукция от аквакултурата в страната. Единственияъ обект на култивиране в морските граници на страната е черна морска мида (Mytilus galloprovincialis), като производството през 2004 г. надхвърля 117 тона. Сладководните раци които се предлагат на пазара са при улов от естествени популации или от водоемите за аквакултура. Всички количества от голямата водна жаба представляват улов от естествени водоеми. В България аквакултурата е малък специфичен подотрасъл на отрасъл земеделие, но тя има важно значение като източник на ценна белтъчна храна за изхранване на населението.

## Значение
Животът на хората от най-дълбока древност е свързан в една или друга стенен с използването на водните организми като източник на ценна белтъчна храна. Ролята на хидробионтите в изхранването на населението придобива все по-голямо значение, особено в районите богати на водни ресурси. Отбелязаната тенденция за намаляване на рибните и нерибни запаси (мекотели, ракообразни и др.) на световния океан все по-остро поставя въпроса за вземане на адекватни мерки за намаляване на пресата върху естествените популации на хидробионтите. Това може да се извърши чрез развитие на различни методи за отглеждане на водни организми, т.е. чрез приоритетно развитие на аквакултурата.